# Fromage à pâte fondue

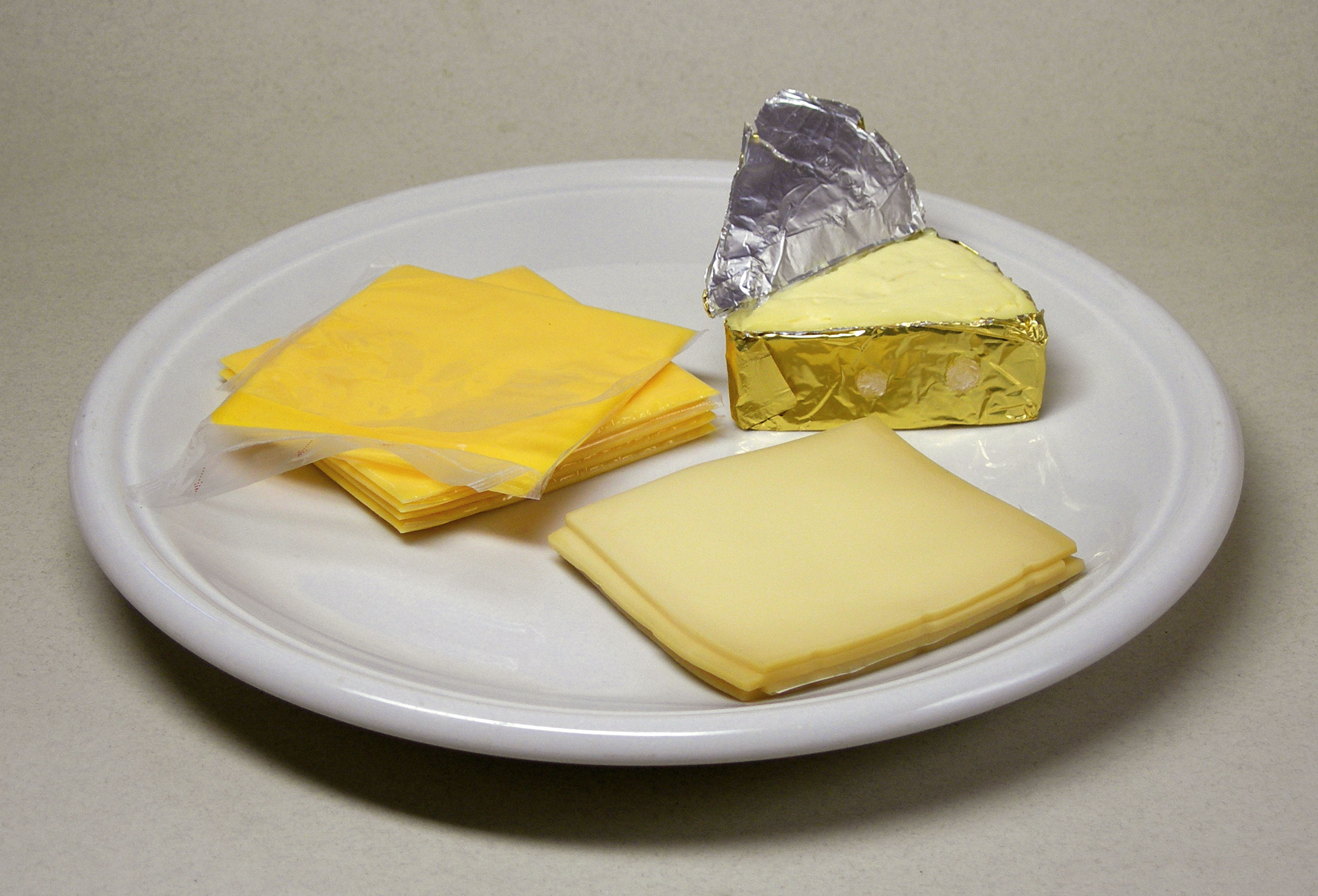
Différents types de fromage fondu en tranches et en fromage à tartiner

Un fromage à pâte fondue ou fromage fondu est un fromage fabriqué industriellement à partir d'autres fromages dont la pâte est fondue. La fonte est obtenue généralement en portant la pâte à plus de 140 °C dans un milieu susceptible de relâcher les liaisons caséine-calcium, responsables de la tenue du caillé. Leur origine peut être recherchée dans les fromages forts qui sont (ou étaient) des préparations similaires artisanales ou familiales souvent obtenues sans cuisson. Les fondues de fromage sont des plats chauds ou tièdes reposant sur le même principe.

## Fabrication
Pour obtenir les conditions de fonte l'acide tartrique présent dans le vin est traditionnellement utilisé (fondue suisse et fromages forts français) ; l'acide citrique et l'acide phosphorique sont plus communément employés dans les sels de fonte (parfois improprement appelés émulsifiants) en production industrielle (La vache qui rit, …). Le procédé industriel aurait été inventé par Fritz Stettler en1911 à Steffisbourg (Suisse) pour la fabrication du fromage double crème Gala  de la société Gerber & Co. AG (plus tard "Gerberkäse AG"). De l'eau, du lactosérum ou de la protéine de lactosérum sont généralement rajoutés au mélange à fondre en production industrielle.
Dans les années 1930 ces « crèmes de gruyère », absorbaient un tiers des pâtes pressées et cuites franc-comtoises et plus encore après 1945 selon Jean Froc.

## Fromages forts

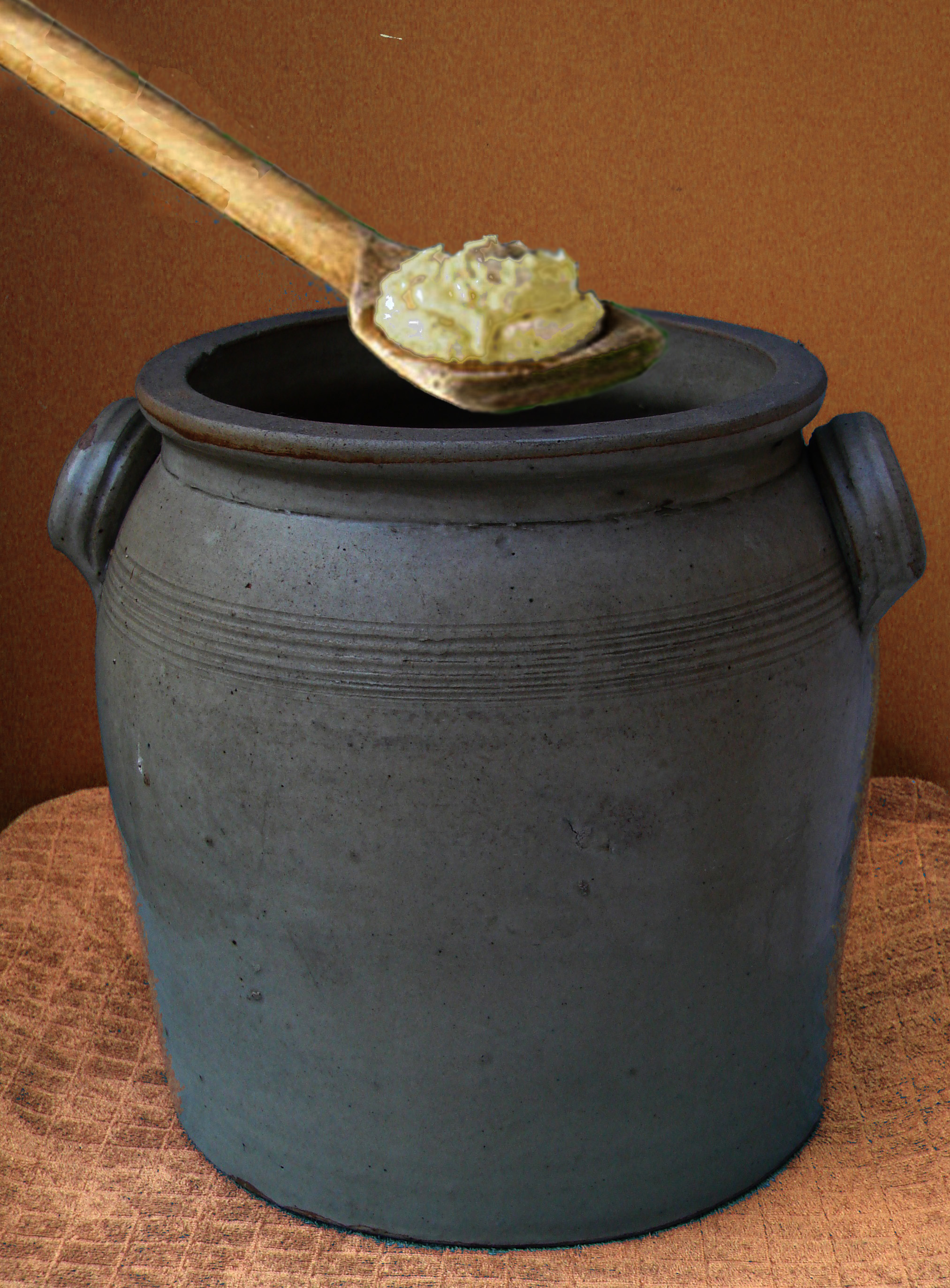
Fromage fort.

Le fromage fort est un terme générique désignant en France un fromage à pâte fondue élaboré à partir d'un mélange de fromage, de vin blanc, d'eau-de-vie et d'aromates. C'est avant tout une fabrication maison pour laquelle il n’existe pas de recette unique. D'aspect et d'odeur assez repoussant pour le non-initié, cette préparation fromagère a été popularisée par la fougne, un mets imaginaire apparaissant dans le film Les bronzés font du ski.
Certains fromages forts sont en effet mis à fermenter après cuisson, dans ce cas la fonte est effectuée par une cuisson lente à environ 70 °C, mais plus souvent sans cuisson avec un fort malaxage et un rajout d'alcool, voir par exemple fort de Béthune. Ces fromages étaient peu couteux car ils permettaient de recycler des produits potentiellement nourrissants alors presque sans valeur marchande (vieux fromages, fromages ratés ou invendus, lactosérum et babeurre), ils servaient à « faire manger du pain ».

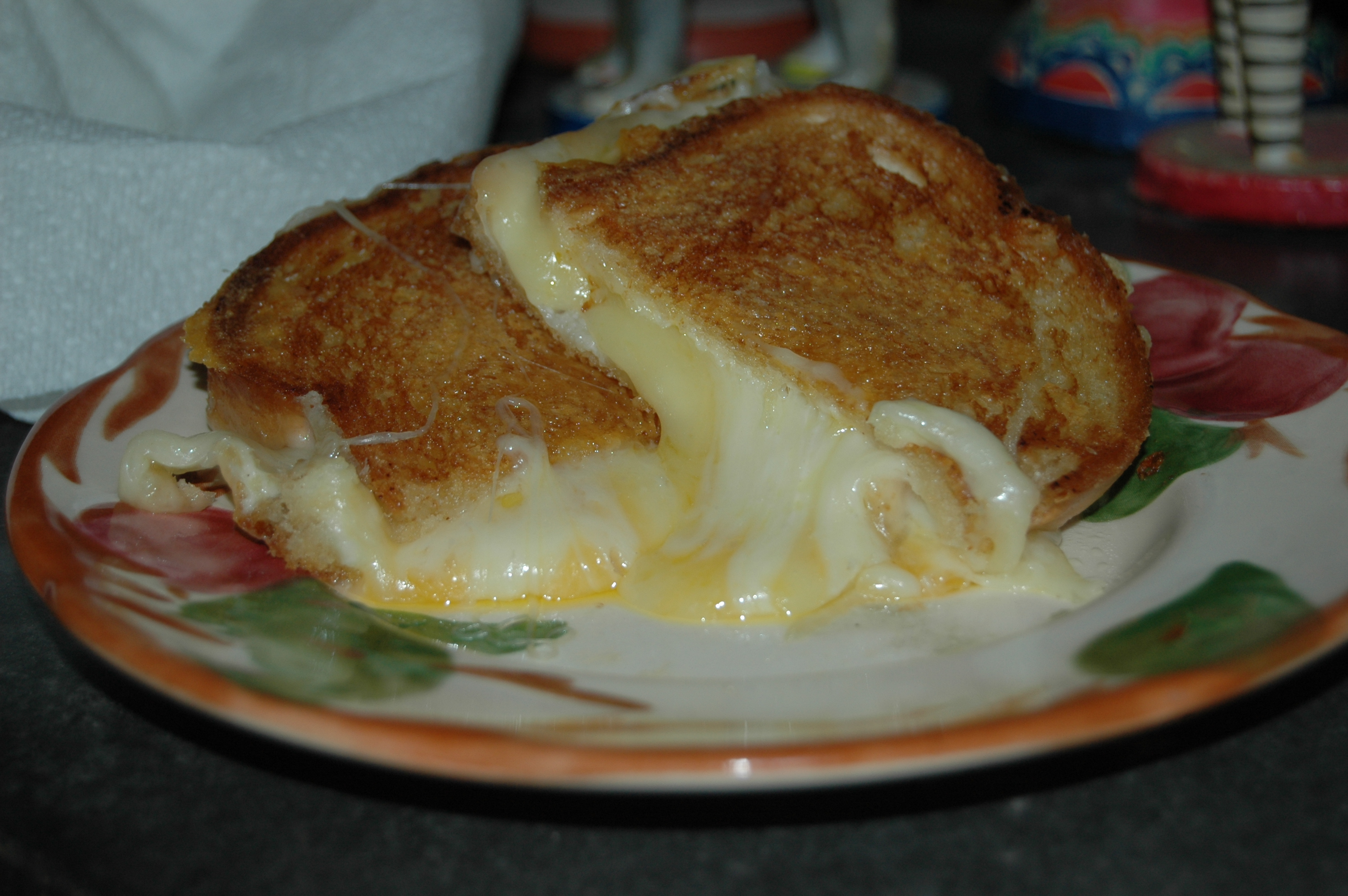
Confit d'Époisses et pain grillé

Sont toujours fabriqués et consommés le bosson macéré, la brous, la cachaille, le cachat, le confit d'Époisses, le coussignous, le fort de Béthune, le foudjou, la fourmagée, le fromage fort de la Croix-Rousse, le metton, le miromando, la pétafine, le pourri bressan, la tomme forte de Savoie et la tracle.

## Liste de fromages à pâte fondue d'Europe

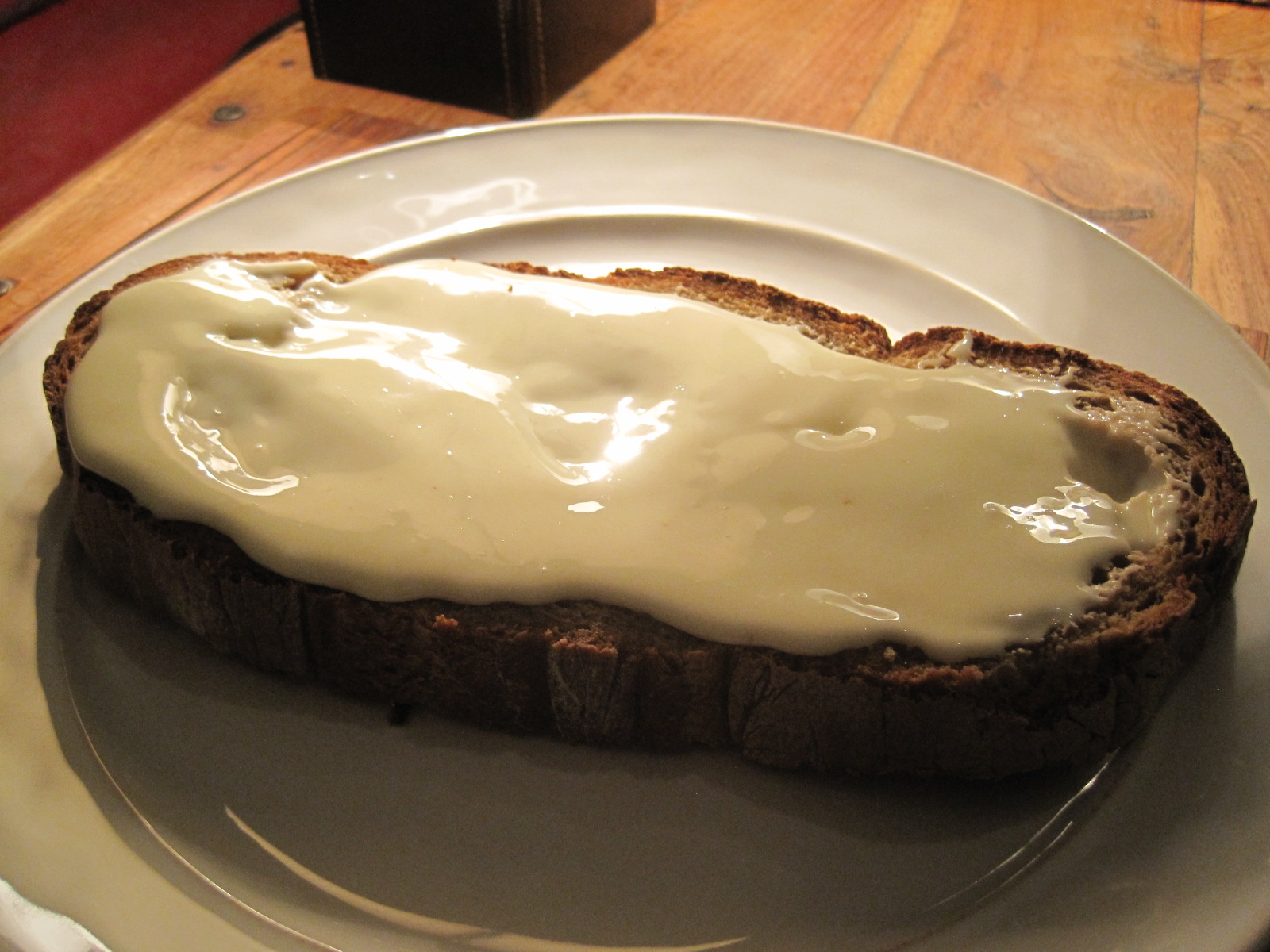
Tartine de cancoillotte de Franche-Comté.

- Cancoillotte ou cancoyotte (appellation usuelle)
- Fromage aux noix
- La vache qui rit (depuis 1921)
- Vache Grosjean (depuis 1926)
- Kiri
- Société Crème
- Saint-Julien aux noix
- Fromage double-crème de l'abbaye de Maredsous (Belgique, élaboré en Slovaquie).

## Liste de fromages à pâte fondue d'Amérique du Sud
- Catupiry (depuis 1911)

## Autres pays
- Aux États-Unis, James L. Kraft (en) est le premier à breveter un fromage à pâte fondue en 1916.
- La fabrication été développée eu Australie après les recherches de Cyril Callister.